# Istočno Novo Sarajevo
Istočno Novo Sarajevo (česky doslovně Východní Nové Sarajevo) je název pro obec (opštinu), která se nachází v Bosně a Hercegovině. Administrativně je součástí Republiky srbské. Historicky vznikla po podepsání daytonské dohody v roce 1995 vyčleněním území, které získala Republika srbská z původní obce/općiny Novo Sarajevo. 
Opština se nachází jihovýchodně od města Sarajevo a tvoří ji celkem čtyři místní části: Petrovići, Miljevići, Lukavica a Toplik-Tilava. Spolu s dalšími pěti opštinami tvoří Istočno Novo Sarajevo město Východní Sarajevo.
Původně byla opština známa pod názvem Srbské Nové Sarajevo/Srpsko Novo Sarajevo, ale tento název byl prohlášen za neústavní a změněn.